# Ada (Ohio)
Ada (/ˈeɪdə/; ay-də) è un villaggio degli Stati Uniti d'America della contea di Henry nello Stato dell'Ohio. La popolazione era di 5.952 persone al censimento del 2010.

## Geografia fisica
Ada è situata a 40°46′08″N 83°49′20″W (40.768883, -83.822298).
Secondo lo United States Census Bureau, ha un'area totale di 2,08 miglia quadrate (5,4 km²).

## Storia
Ada in origine si chiamava Johnstown, e sotto quest'ultimo nome fu pianificata nel 1853 da S. M. Johnson quando la ferrovia fu estesa fino a quell'area. Ada divenne il nome dell'ufficio postale della comunità, in onore della figlia di un direttore dell'ufficio postale, che si chiamava appunto Ada. Un ufficio postale chiamato Ada è in funzione dal 1854. Ada è nota per essere uno dei luoghi con il nome più corto nell'Ohio.

## Società

### Evoluzione demografica
Secondo il censimento del 2010, c'erano 5,952 persone.

### Etnie e minoranze straniere
Secondo il censimento del 2010, la composizione etnica del villaggio era formata dal 93,5% di bianchi, l'1,9% di afroamericani, lo 0,1% di nativi americani, l'1,9% di asiatici, lo 0,7% di altre razze, e l'1,9% di due o più etnie. Ispanici o latinos di qualunque razza erano l'1,6% della popolazione.